# Panchrysia aurea
Panchrysia aurea är en fjärilsart som beskrevs av Jacob Hübner 1802. Panchrysia aurea ingår i släktet Panchrysia och familjen nattflyn. Inga underarter finns listade i Catalogue of Life.